# Lista de municípios da Região Geográfica Intermediária de Curitiba por população
Lista de municípios da Região Geográfica Intermediária de Curitiba por população de acordo com o IGBE, com os municípios sede de regiões imediatas sendo destacados em negrito.

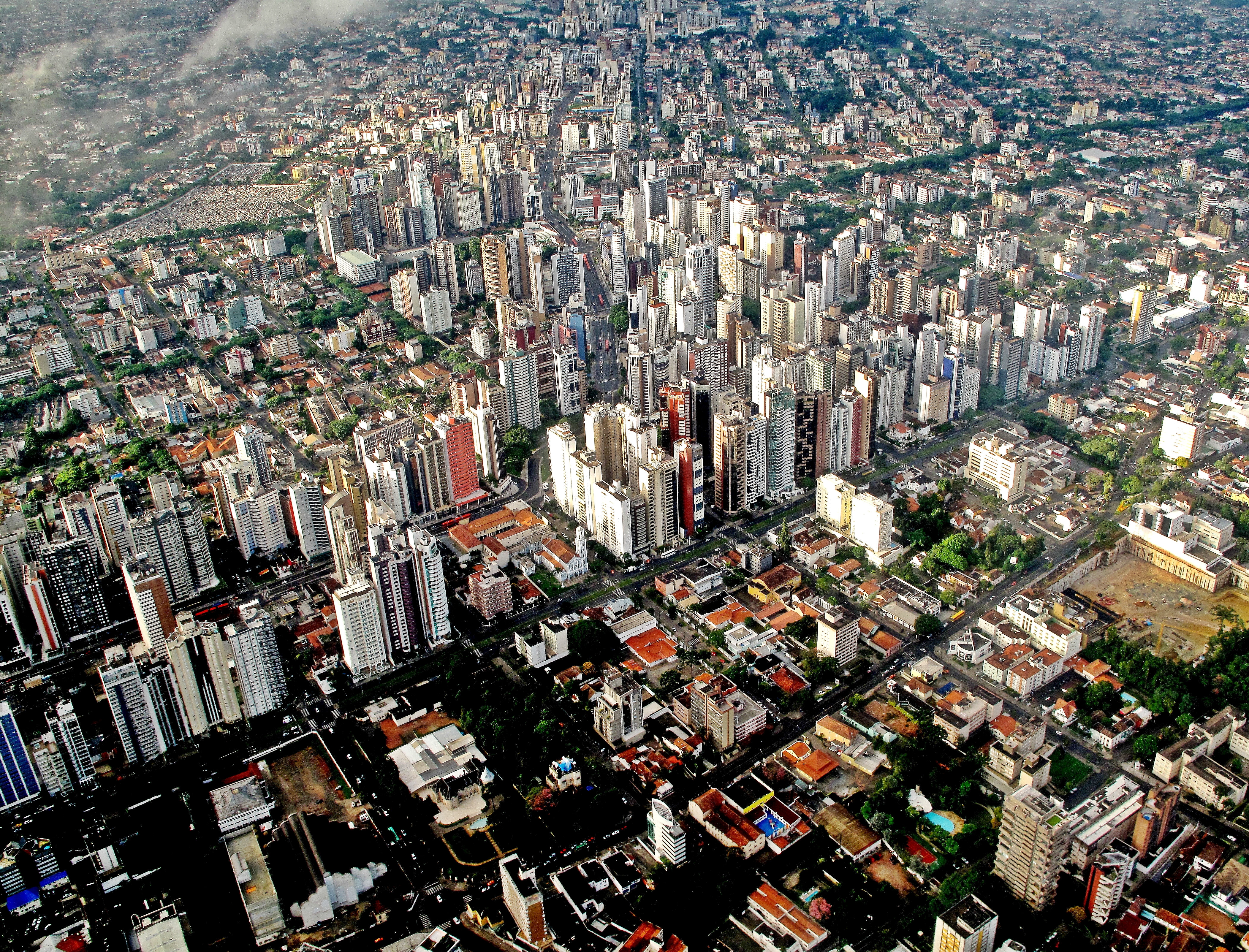
Curitiba

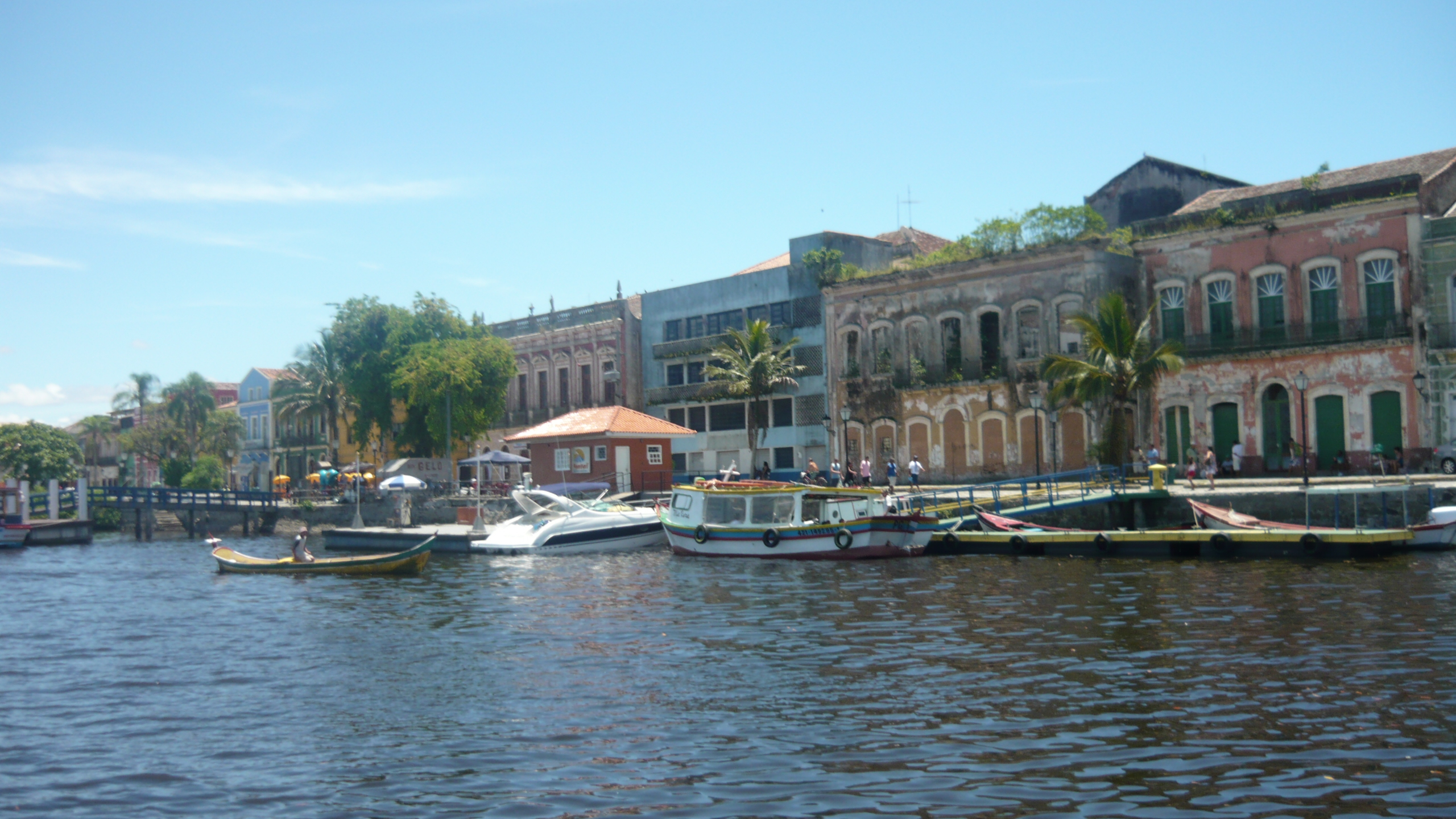
Paranaguá

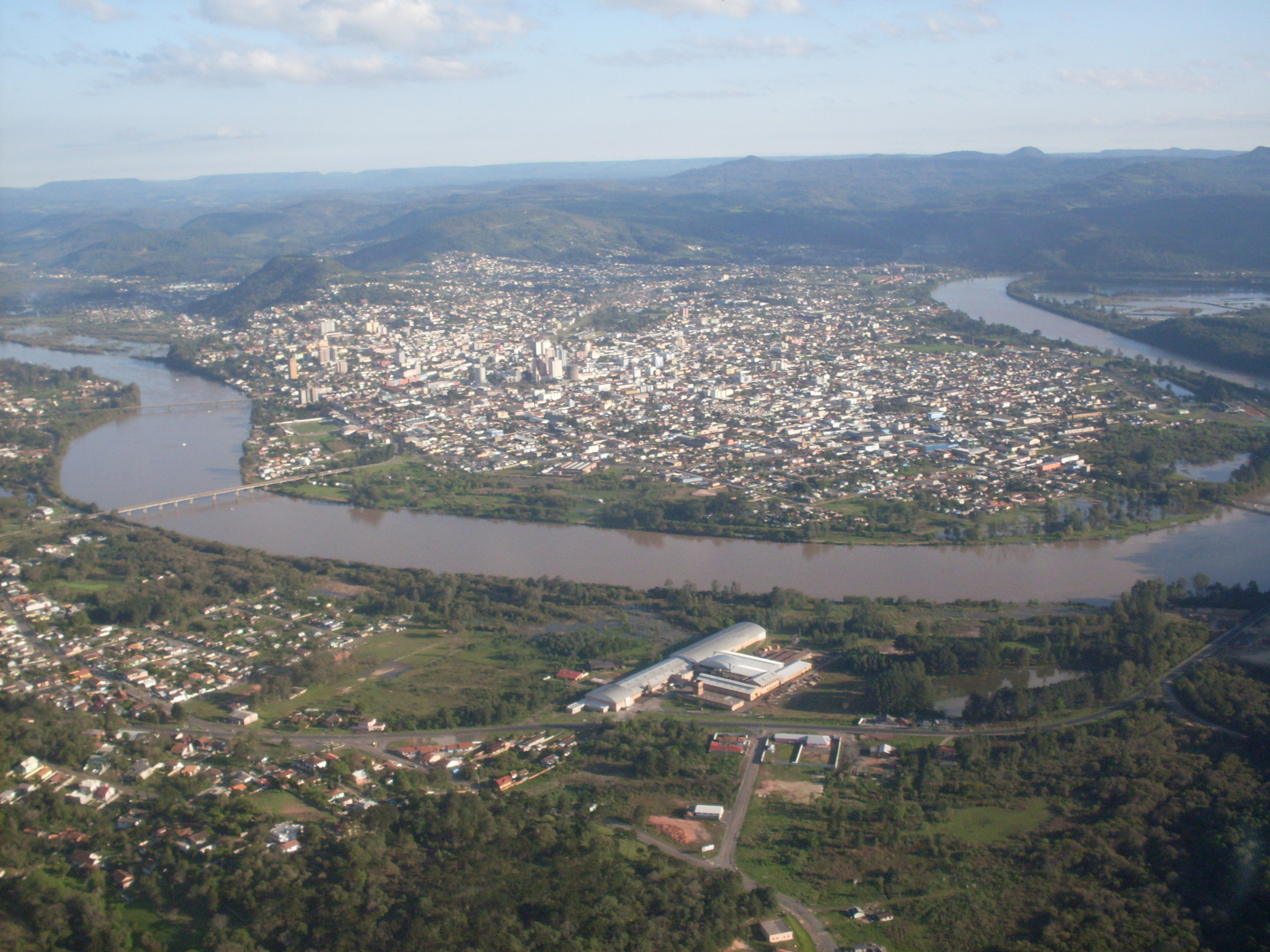
União da Vitória

## Municípios
| Posição | Município             | Região Imediata  | População |
| ------- | --------------------- | ---------------- | --------- |
| 1       | Curitiba              | Curitiba         | 1.933.105 |
| 2       | São Jose dos Pinhais  | Curitiba         | 323.640   |
| 3       | Colombo               | Curitiba         | 243.726   |
| 4       | Paranaguá             | Paranaguá        | 154.936   |
| 5       | Araucária             | Curitiba         | 143.843   |
| 6       | Pinhais               | Curitiba         | 132.157   |
| 7       | Campo Largo           | Curitiba         | 132.002   |
| 8       | Almirante Tamandaré   | Curitiba         | 118.623   |
| 9       | Piraquara             | Curitiba         | 113.036   |
| 10      | Fazenda Rio Grande    | Curitiba         | 100.209   |
| 11      | União da Vitória      | União da Vitória | 57.517    |
| 12      | Lapa                  | Curitiba         | 48.163    |
| 13      | São Mateus do Sul     | União da Vitória | 46.198    |
| 14      | Campina Grande do Sul | Curitiba         | 43.288    |
| 15      | Guaratuba             | Paranaguá        | 37.067    |
| 16      | Matinhos              | Paranaguá        | 34.400    |
| 17      | Rio Negro             | Curitiba         | 34.170    |
| 18      | Rio Branco do Sul     | Curitiba         | 32.564    |
| 19      | Campo Magro           | Curitiba         | 28.884    |
| 20      | Itaperuçu             | Curitiba         | 28.634    |
| 21      | Pontal do Paraná      | Paranaguá        | 27.284    |
| 22      | Mandirituba           | Curitiba         | 26.715    |
| 23      | Quatro Barras         | Curitiba         | 23.465    |
| 24      | Antonina              | Paranaguá        | 19.124    |
| 25      | Quintandinha          | Curitiba         | 18.980    |
| 26      | Cruz Machado          | União da Vitória | 18.708    |
| 27      | Contenda              | Curitiba         | 18.584    |
| 28      | Cerro Azul            | Curitiba         | 17.779    |
| 29      | Tijucas do Sul        | Curitiba         | 16.559    |
| 30      | Bituruna              | União da Vitória | 16.406    |
| 31      | Morretes              | Paranaguá        | 16.389    |
| 32      | General Carneiro      | União da Vitória | 13.830    |
| 33      | Balsa Nova            | Curitiba         | 12.941    |
| 34      | Bocaiuva do Sul       | Curitiba         | 12.914    |
| 35      | Piên                  | Curitiba         | 12.652    |
| 36      | Agudos do Sul         | Curitiba         | 9.371     |
| 37      | Tunas do Paraná       | Curitiba         | 8.521     |
| 38      | Campo do Tenente      | Curitiba         | 7.904     |
| 39      | Guaraqueçaba          | Paranaguá        | 7.636     |
| 40      | Antônio Olindo        | União da Vitória | 7.449     |
| 41      | Paulo Frontin         | União da Vitória | 7.262     |
| 42      | Adrianópolis          | Curitiba         | 5.979     |
| 43      | Paula Freitas         | União da Vitória | 5.806     |
| 44      | Doutor Ulysses        | Curitiba         | 5.603     |
| 45      | Porto Vitória         | União da Vitória | 4.044     |

## Regiões imediatas por população
| Posição | Região Imediata  | População |
| ------- | ---------------- | --------- |
| 1       | Curitiba         | 3 615 027 |
| 2       | Paranaguá        | 294 160   |
| 3       | União da Vitória | 176 371   |
| -       | Total            | 4 085 558 |

## Municípios por população por região imediata
As listas a seguir apresentam os municípios ranqueados de acordo com sua região imediata. Dados IBGE.

### Curitiba
Lista de municípios da Região Geográfica Imediata de Curitiba por população.
| Posição | Município             | População |
| ------- | --------------------- | --------- |
| 1       | Curitiba              | 1.933.105 |
| 2       | São José dos Pinhais  | 323.640   |
| 3       | Colombo               | 243.726   |
| 4       | Araucária             | 143.843   |
| 5       | Pinhais               | 132.157   |
| 6       | Campo Largo           | 132.002   |
| 7       | Almirante Tamandaré   | 118.623   |
| 8       | Piraquara             | 113.036   |
| 9       | Fazenda Rio Grande    | 100.209   |
| 10      | Lapa                  | 48.163    |
| 11      | Campina Grande do Sul | 43.288    |
| 12      | Rio Negro             | 34.170    |
| 13      | Rio Branco do Sul     | 32.564    |
| 14      | Campo Magro           | 28.884    |
| 15      | Itaperuçu             | 28.634    |
| 16      | Madirituba            | 26.715    |
| 17      | Quatro Barras         | 23.465    |
| 18      | Quitandinha           | 18.980    |
| 19      | Contenda              | 18.584    |
| 20      | Cerro Azul            | 17.779    |
| 21      | Tijucas do Sul        | 16.559    |
| 22      | Balsa Nova            | 12.941    |
| 23      | Bocaiuva do Sul       | 12.914    |
| 24      | Piên                  | 12.652    |
| 25      | Agudos do Sul         | 9.371     |
| 26      | Tunas do Paraná       | 8.521     |
| 27      | Campo do Tenente      | 7.904     |
| 28      | Adrianópolis          | 5.979     |
| 29      | Doutor Ulysses        | 5.603     |
| -       | Total                 | 3.615.027 |

### Paranaguá
Lista de municípios da Região Geográfica Imediata de Paranaguá por população.
| Posição | Município        | População |
| ------- | ---------------- | --------- |
| 1       | Paranaguá        | 154.936   |
| 2       | Guaratuba        | 37.067    |
| 3       | Matinhos         | 34.400    |
| 4       | Pontal do Paraná | 27.284    |
| 5       | Antonina         | 19.124    |
| 6       | Morretes         | 16.389    |
| 7       | Guaraqueçaba     | 7.636     |
| -       | Total            | 294.160   |

### União da Vitória
Lista de municípios da Região Geográfica Imediata de União da Vitória por população.
| Posição | Município         | População |
| ------- | ----------------- | --------- |
| 1       | União da Vitória  | 57.517    |
| 2       | São Mateus do Sul | 46.198    |
| 3       | Cruz Machado      | 18.708    |
| 4       | Bituruna          | 16.406    |
| 5       | General Carneiro  | 13.840    |
| 6       | Antônio Olindo    | 7.449     |
| 7       | Paulo Frontin     | 7.262     |
| 8       | Paula Freitas     | 5.806     |
| 9       | Porto Vitória     | 4.044     |
| -       | Total             | 176.371   |